# Nipponeurorthus pallidinervis
Nipponeurorthus pallidinervis är en insektsart som beskrevs av Nakahara 1958. Nipponeurorthus pallidinervis ingår i släktet Nipponeurorthus och familjen Nevrorthidae. Inga underarter finns listade i Catalogue of Life.